# Італійський парк (Підгірці)
 Італійський парк (Підгірці) — відомий у цілісному вигляді лише на стародавніх гравюрах сад бароко 17 століття біля замку Підгірці.

## Історія
Парк італійського типу виник на замову коронного гетьмана Станіслава Конецьпольського (1592 — 1646).
У 1633 р. той придбав старі укріплення в Підгірцях, де започаткував будівництво палацу на фортеці доби Відродження.
Парк розпанував ландшафтний архітектор з Риму, ім'я якого встановити не вдалося.
З багатьох причин замковий парк давно втратив свій первісний вигляд. Руйнації замку та італійського парку почалися ще в XVII столітті. Тільки за період 40 років (1650–1690) парк руйнували тричі — у 1650, 1672 та 1688 роках. Остаточно бароковий парк зник у XX столітті.

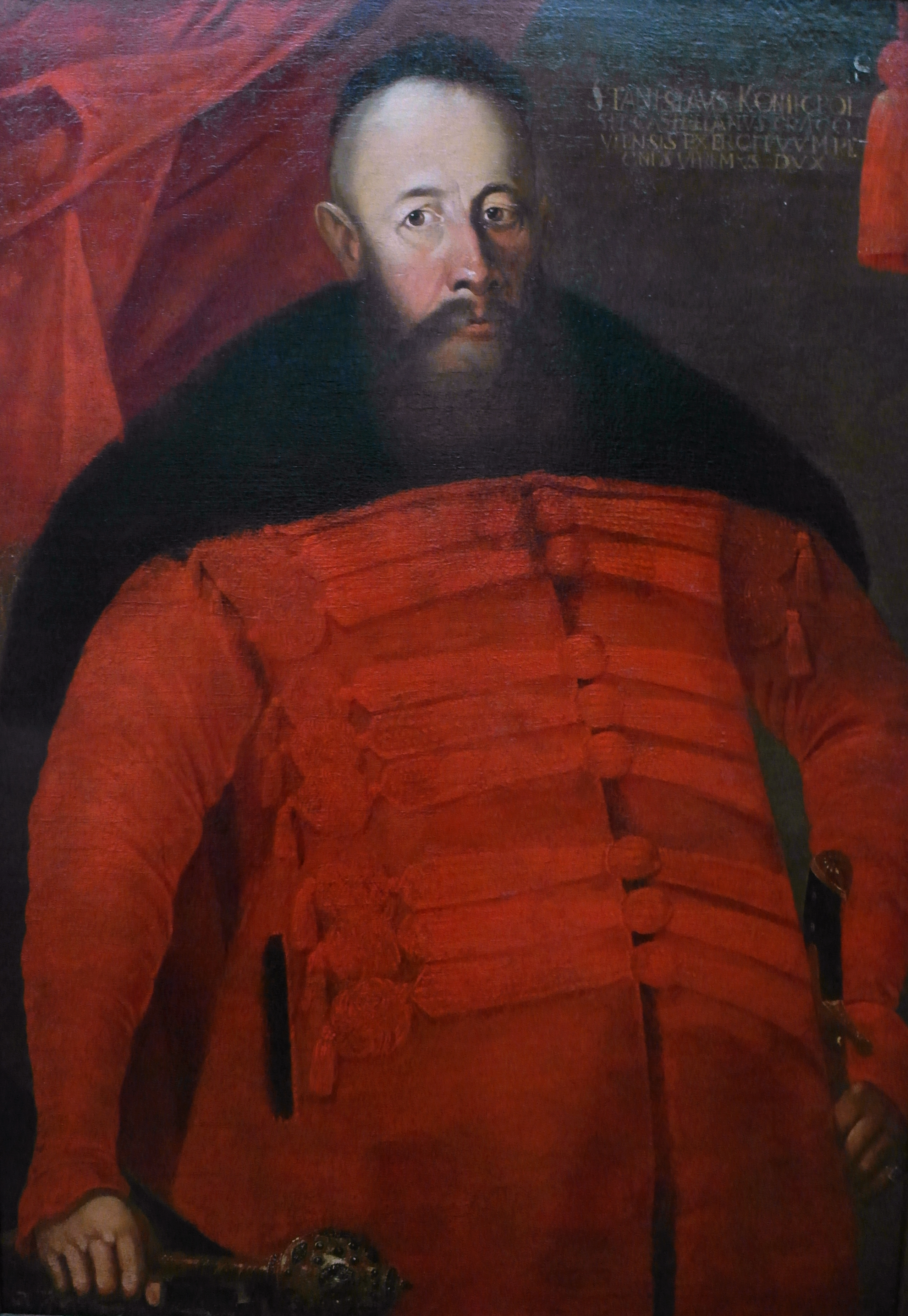
Гетьман Станіслав Конєцпольський
Вигляд замку та парку у XVII ст.
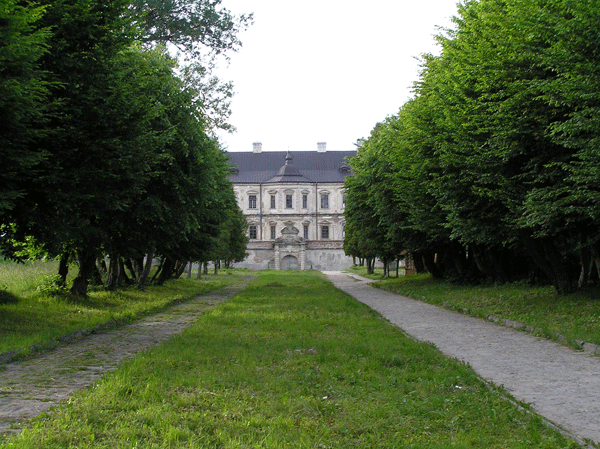
Фасад замку та залишки парку
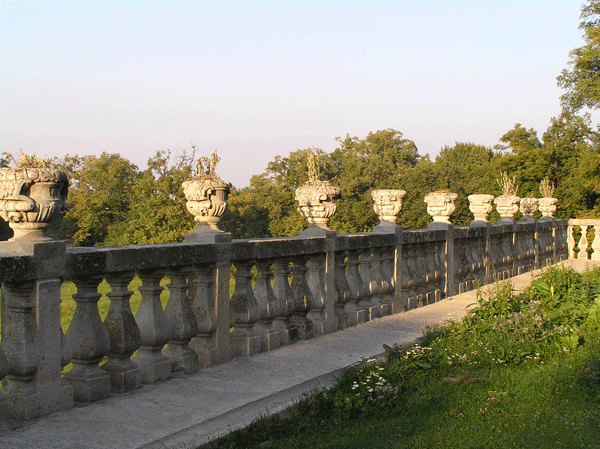
Вази на блюстраді, стан на 2006 р.
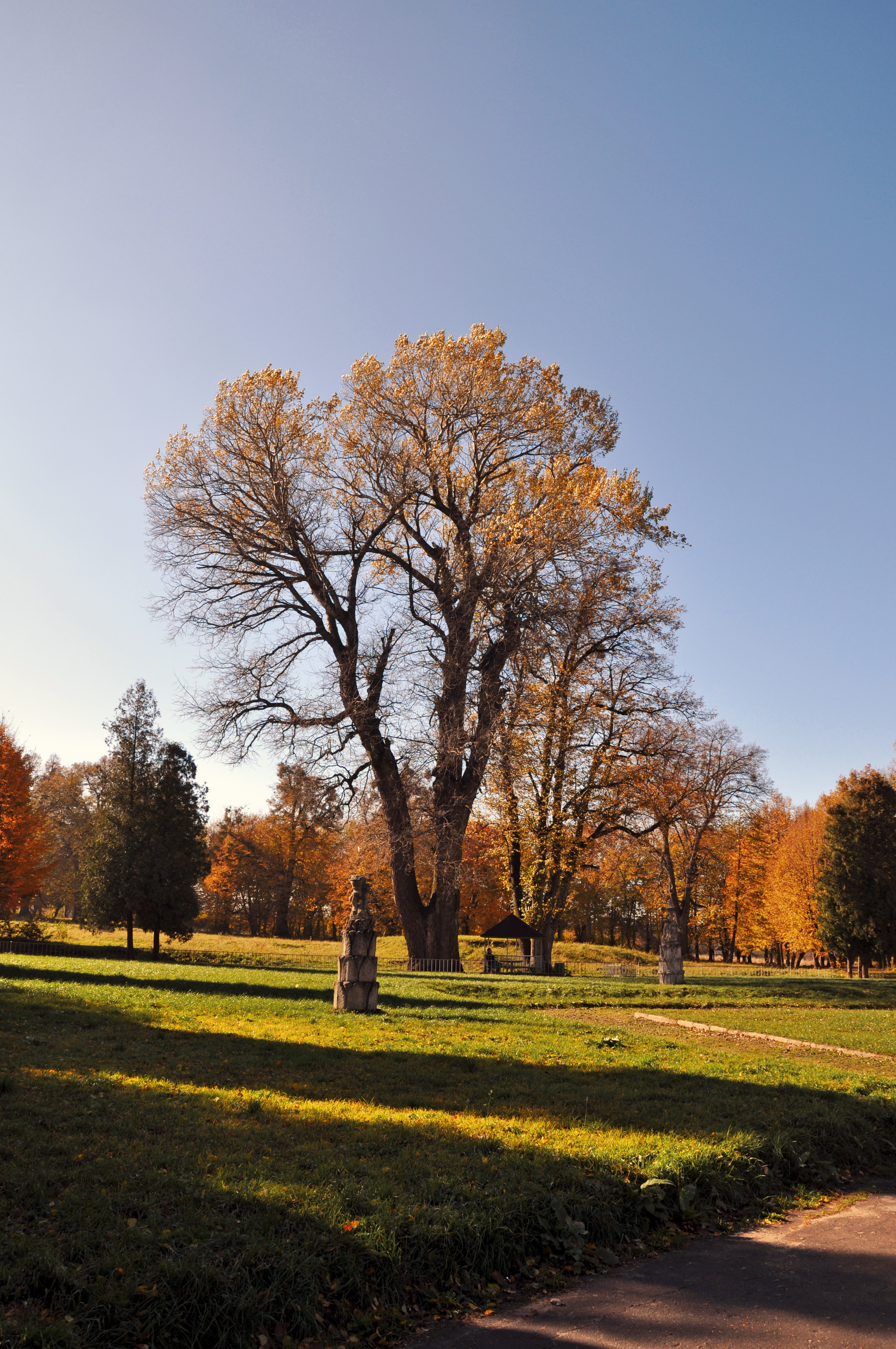
Парк восени

## Планування парку

Підгорецький палац і парк з повітря, фото між 1918–1939 рр.

Парк розпланували з північного боку Замку на трьох терасах, як то було зазвичай і в самій Італії. Це давало змогу повного огляду парку з верхньої тераси біля підмурків замку.
- Перша тераса прилягала до замку і мала форму трапеції, широким боком повернутої до нижньої тераси. Тут розмістили невеликий партер (сад) з візерунками, що нагадували мереживо. Перша тераса мала аркаду-підпору, невеличке приміщення якої нагадувало Грот, важливу прикмету садів бароко. Аркада несла на собі бічні сходинки, балюстрада якої прикрашалася вазами.

- Головне місце в парку займала друга тераса. Прямокутна в плані, вона була поділена на квадратні розрізні партери, а центр ділянки підкреслював невеликий фонтан. Налічувалося вісім розрізних партерів, в центрі яких стояли мармурові скульптури з Італії.

- Третя тераса мала щільні зелені насадження, прорізані діагональними просіками і слугувала як спрощений лабіринт для прогулянок. За третьою терасою насадили виноградник.

Розпланування парку було строго симетричне, центральна вісь побудови проходила крізь середину замку. Подібне розпланування мало всі ознаки палацово-паркового ансамблю, який щойно народився в майстернях ландшафтних архітекторів (садівників) Італії і Франції початку 17 століття. Найкращі зразки подібного планування вже існували на Віллі Джуліа (архітектор Віньола) чи на Віллі Альдобрандіні під Римом (арх. Джакомо делла Порта).
Через декілька років після позпланування парку його вигляд зафіксували на гравюрі, що дало змогу пізнати первинне розташування ансамблю і його складові частини.

## Сучасний стан
Часта зміна власників замку, війни і складність догляду за парком бароко призвела до його занепаду. В 20 столітті збереглися тераси, балюстрада і галерея, аркада якої закладена кам'яними брилами з міркувань безпеки. Італійський парк в Підгірцях може бути відновлений за старими планами і гравюрою як визначна пам'ятка садово-паркового мистецтва на теренах України.
Збереглася стара липа, під якою відпочивав Богдан Хмельницький, коли брав цей замок. Обхопити її можуть 5 людей. Шкода, що табличку про те, що вона охороняється державою, вкрали.